# دون نوفيلو
دون نوفيلو (بالإنجليزية: Don Novello)‏ هو مخرج وكاتب وكاتب سيناريو وممثل أمريكي، ولد في 1943 في الولايات المتحدة.

## أعمال

### أفلام
- (1990)  الجزء الثالث[5][6][7]
- (1995) كاسبر[8][9]
- (2000) مغامرات روكي وبولوينكل
- (2001)  الإمبراطورية المفقودة
- (2003) عودة أطلنطس

### مسلسلات
- العرض المتأخر مع ديفيد ليترمان

## وصلات خارجية
- دون نوفيلو على موقع IMDb (الإنجليزية)
- دون نوفيلو على موقع ألو سيني (الفرنسية)
- دون نوفيلو على موقع ميوزك برينز (الإنجليزية)
- دون نوفيلو على موقع أول موفي (الإنجليزية)
- دون نوفيلو على موقع قاعدة بيانات برودواي على الإنترنت (الإنجليزية)
- دون نوفيلو على موقع قاعدة بيانات الأفلام السويدية (السويدية)
- دون نوفيلو على موقع إن إن دي بي (الإنجليزية)
- دون نوفيلو على موقع ديسكوغز (الإنجليزية)
- دون نوفيلو على موقع قاعدة بيانات الفيلم (الإنجليزية)
- دون نوفيلو على موقع كينوبويسك (الروسية)